# サイレントブラス
サイレントブラス（Silent Brass、正式には「サイレントブラスシステム」）とは、ヤマハが製造販売する金管楽器用の弱音器・消音装置。ヤマハが開発した無音・弱音楽器システムである「ヤマハサイレントシリーズ」の1つ。

## 概要
金管楽器のベル（朝顔）部分に装着する「ピックアップミュート」とエフェクターモジュールの「パーソナルスタジオ」で構成される。ミュートは内部が逆朝顔構造になっておりこれにより消音効果をもたらす。ミュート内部にはマイクが内蔵されており、このマイクによって得た音を電気的にエフェクターで処理することにより、奏者はヘッドフォンで自分の演奏する音を聞くことができる。
第一の用途としては管楽器を消音し一般家庭や夜間の練習を容易にすることである。またエフェクターにより別楽器のような音を出したり、音域を移調したり、ホールの残響音を付加するなどの奏法も実現することができる。
ミュートであるため多少の違和感があり、また大型管楽器になるほどミュートの重量もあり、吹き抜け感が苦しく感じる。従って、あくまでも練習用ツールであるが、国内の住居環境の需要から、ヤマハの他のサイレントシリーズ（ピアノ、弦楽器）とも並んで人気商品となっており、ヤマハでは当初から管楽器とサイレントブラスをセットで販売するなどしている。（ケースにサイレントブラス用のスペースがある）

## 対応製品がある楽器
トランペット、コルネット、フリューゲルホルン、アルトトロンボーン、トロンボーン、バストロンボーン、フレンチホルン、ユーフォニアム、ピッコロトランペット、チューバ
木管楽器用のものは発売されていない。木管楽器が開口部が多く技術的に困難なことが理由である。